# Aladdin (Sega)
Ne doit pas être confondu avec Aladdin (Virgin) ou Aladdin (Capcom).
Pour les articles homonymes, voir Aladin.
Aladdin est un jeu vidéo d'action et de plates-formes sorti en 1994 sur Master System et Game Gear, édité par Sega et développé par Sims. Il s'agit de l'une des trois adaptations du film Disney du même nom, aux côtés d'Aladdin pour Mega Drive, Amiga 1200, DOS, Game Boy et NES et d'Aladdin pour Super Nintendo et Game Boy Advance. 

## Système de jeu
Le jeu se compose de huit niveaux dans lesquels le joueur, qui dirige Aladdin, doit courir pour échapper aux gardes, trouver des clefs pour s'échapper de la caverne aux merveilles, voler sur le tapis volant ou encore affronter le redoutable Jafar avec une épée.

## Accueil
- AllGame : 2,5/5 (GG)[1]
- Consoles + : 88 % (GG)[2]